# Kanzel (Bignay)

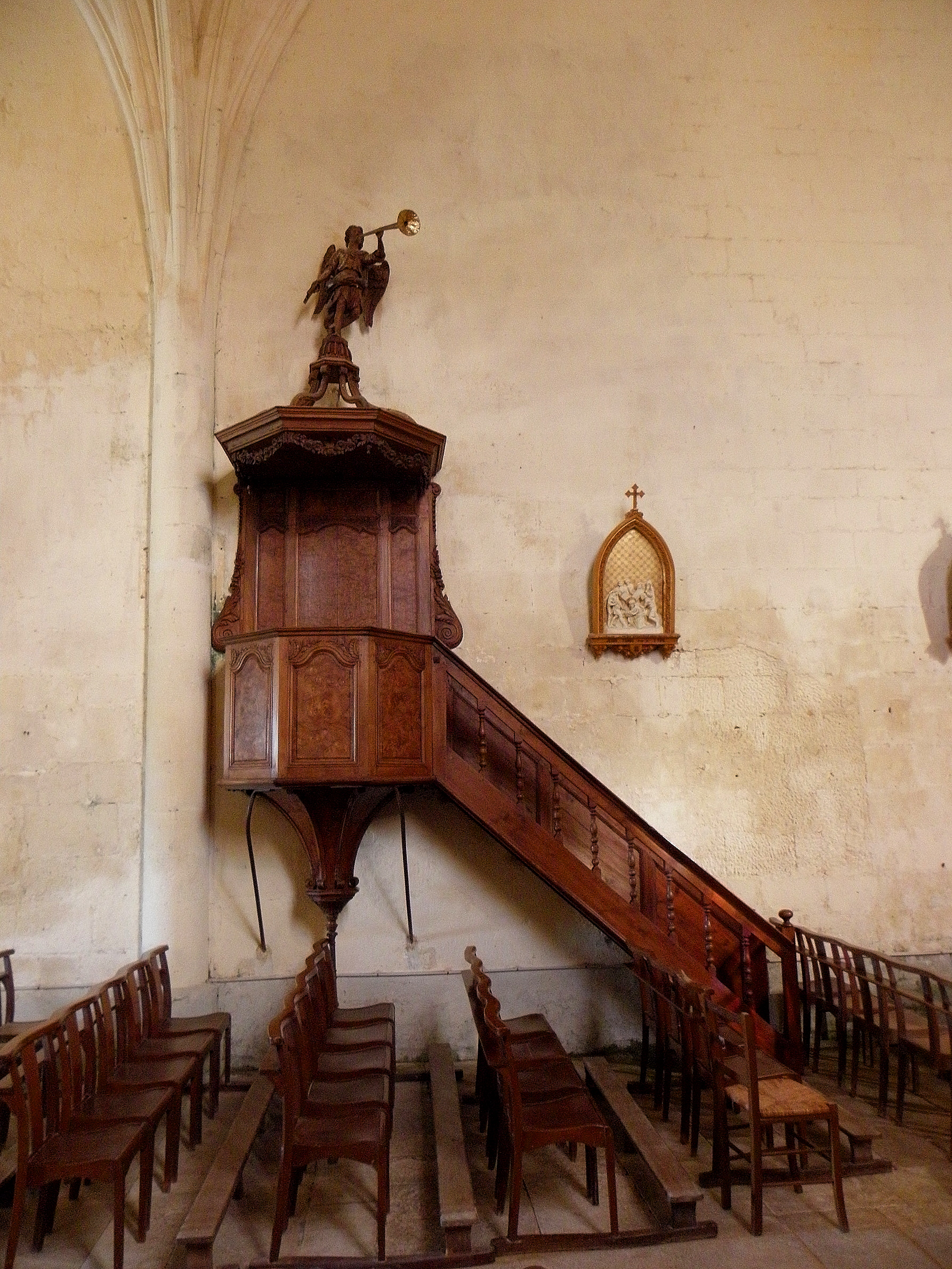
Kanzel in Bignay

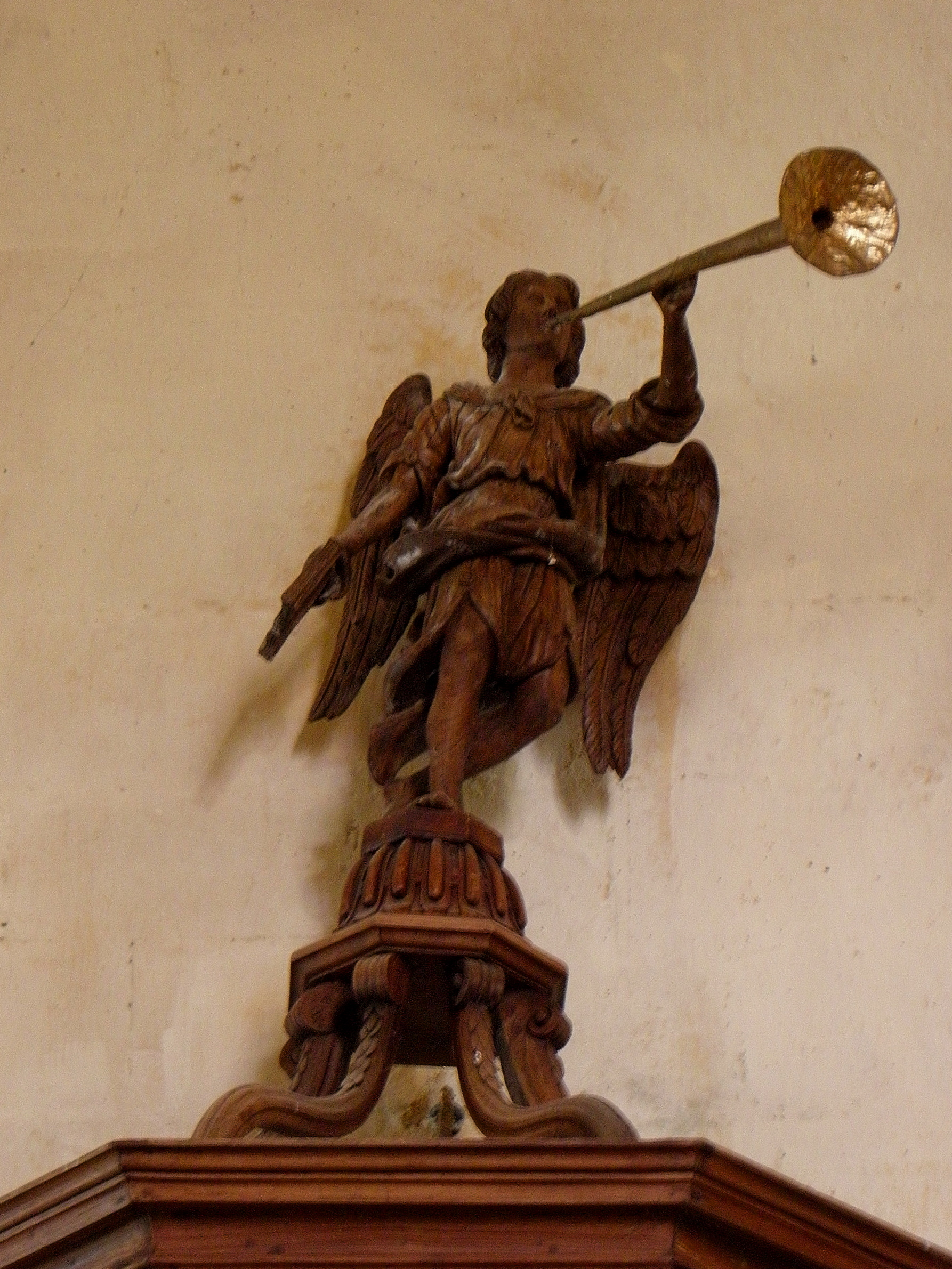
Posaunenengel

Die Kanzel in der Kirche St-Sauveur in Bignay, einer französischen Gemeinde im Département Charente-Maritime der Region Nouvelle-Aquitaine, wurde im 18. Jahrhundert geschaffen. Die Kanzel aus Holz wurde 1984 als Monument historique in die Liste der geschützten Objekte (Base Palissy) in Frankreich aufgenommen.
Die Kanzel steht auf einem zylindrischen Sockel, die Treppe besitzt Baluster. Der Kanzelkorb und die Kanzelwand sind nur wenig mit einem Schnitzdekor geschmückt. Am Schalldeckel hängt eine geschnitzte Girlande, er wird von einem Posaunenengel bekrönt.  
In den Jahren 2002/03 wurde die Kanzel von Jean-Louis Dufon restauriert.